# داوود شاهواروقی
داوود شاهواروقی (زادهٔ ۷ اردیبهشت ۱۳۶۹ - تهران) یک بازیکن فوتبال اهل ایران است که در پست هافبک برای باشگاه فوتبال آریو اسلامشهر در لیگ آزادگان بازی می‌کند.

## عملکرد باشگاهی
شروع فوتبال:
این بازیکن فوتبال را در آکادمی باشگاه فوتبال سایپا تهران شروع کرد؛ و در تمام رده‌های نونهالان، نوجوانان، جوانان، امید و بزرگسال حضور داشت
فولاد نوین اهواز:
پس از حضور در تیم فوتبال سایپا تهران با عقد قراردادی به باشگاه فوتبال فولاد نوین خوزستان پیوست و همان سال با فولاد نوین اهواز به عنوان قهرمانی و صعود به لیگ برتر دست پیدا کرد
ماشین‌سازی تبریز :
پس از حضور دو ساله در باشگاه فوتبال نود ارومیه با نظر وحید بیاتلو به باشگاه فوتبال ماشین‌سازی تبریز پیوست.

## مربیان
| باشگاه فوتبال البدر بندر کنگ     | محمد ربیعی (مربی فوتبال) |
| -------------------------------- | ------------------------ |
| باشگاه فوتبال سایپا تهران        | انگین فیرات              |
| باشگاه فوتبال استقلال اهواز      | داوود مهابادی            |
| باشگاه فوتبال فولاد نوین خوزستان | کوروش موسوی              |
| باشگاه فوتبال شهرداری اردبیل     | محمد ربیعی (مربی فوتبال) |
| باشگاه فوتبال پاس همدان          | اکبر محمدی ارگی          |
| باشگاه فوتبال شهرداری بندرعباس   | علی نیکبخت               |
| باشگاه فوتبال نود ارومیه         | وحید بیاتلو              |
| باشگاه فوتبال ماشین‌سازی تبریز    | وحید بیاتلو              |

## افتخارات
قهرمانی با تیم فولاد نوین خوزستان و صعود به لیگ برتر فوتبال ایران در سال ۹۳/۹۴
قهرمانی با تیم ملی نوجوانان ایران در مسابقات هشت جانبه بین‌المللی جام محمد امین در سال ۲۰۰۵/۲۰۰۶